# Serrat del Masot

El Serrat del Masot, respecte del terme de l'Estany

El Serrat del Masot és un serrat del terme municipal de l'Estany, a la comarca del Moianès.
El seu extrem nord-est està situat al sud-oest del nucli urbà de l'Estany, al puig denominat la Devesa, des d'on davalla cap al sud-oest separant les valls del Riu Sec i del torrent del Gomis. L'extrem sud-occidental conté les ruïnes de la masia del Masot.